# Czeczeński Państwowy Instytut Pedagogiczny
Czeczeński Państwowy Instytut Pedagogiczny (ros. Чеченский государственный педагогический институт) – rosyjski instytut padagogiczny w Groznym w Republice Czeczenii.

## Historia
Czeczeński Państwowy Instytut Pedagogiczny powstał 28 listopada 1980 roku, decyzją rady ministrów Rosyjskiej Federacyjnej Socjalistycznej Republiki Radzieckiej. Nosił on wtedy nazwę Czeczeńsko-Inguskiego Państwowego Instytutu Pedagogicznego (ros. Чечено-Ингушский государственный педагогический институт), a jego pierwszym rektorem został Muchari Umarowicz Umarow. Zajęcia rozpoczęły się w 1981 roku. Rozpad Związku Radzieckiego i kolejne wojny w Czeczenii przyniosły zastój w działaniu placówki. 17 kwietnia 1995 roku, decyzją rosyjskiego ministerstwa edukacji, instytut otrzymał obecną nazwę. Rektorem uczelni został też wtedy Biekchan Abusupjanowicz Chazbułatow, który stał na jej czele przez kolejnych 17 lat, do marca 2013 roku. Instytut jest jedną z wiodących placówek edukacyjnych w Czeczenii, a przez ponad trzydzieści lat swojego istnienia ukończyło go około 15 tysięcy absolwentów.

## Struktura
Instytut zajmuje się kształceniem w ramach nauk biologicznych, historycznych, ekonomicznych i filologicznych. Swą działalność dydaktyczną prowadzi w ramach następujących wydziałów i katedr:
- Wydział Fizyko-Matematyczny
- Wydział Humanistyczny
- Wydział Technologiczno-Ekonomiczny
- Wydział Przyrodoznawstwa
- Wydział Sztuki
- Wydział Pedagogiki i Psychologii
- Wydział Kultury Fizycznej i Sportu
- Wydział Kształcenia Zaocznego[4]
- Katedry Międzywydziałowe:
  - Katedra Pedagogiki
  - Katedra Psychologii
  - Katedra Filozofii, Politologii i Socjologii
  - Katedra Ogólnej Teorii Ekonomicznej
  - Katedra Języków Obcych
  - Katedra Wychowania Fizycznego[5]

## Specjalizacje
Prowadzi również działalność dydaktyczną w ramach specjalizacji (studia licencjackie):
- Edukacja Nauczycielska
- Edukacja Specjalna
- Szkolenie Zawodowe (Przemysł)
- Stosowane sztuki i rzemiosła
- Handel Biznesowy
- Informatyka Stosowana[6]

## Znani absolwenci
- Isłambiek Albijew
- Isłam Macyjew
- Lala Nasuchanowa